# Roslavl
Roslavl (en russe : Рославль) est une ville de l'oblast de Smolensk, en Russie, et le centre administratif du raïon de Roslav. Sa population s'élevait à 52 070 habitants en 2014.

## Géographie
Roslavl est située à 106 km — 116 km par la route — au sud-est de Smolensk.

## Galerie

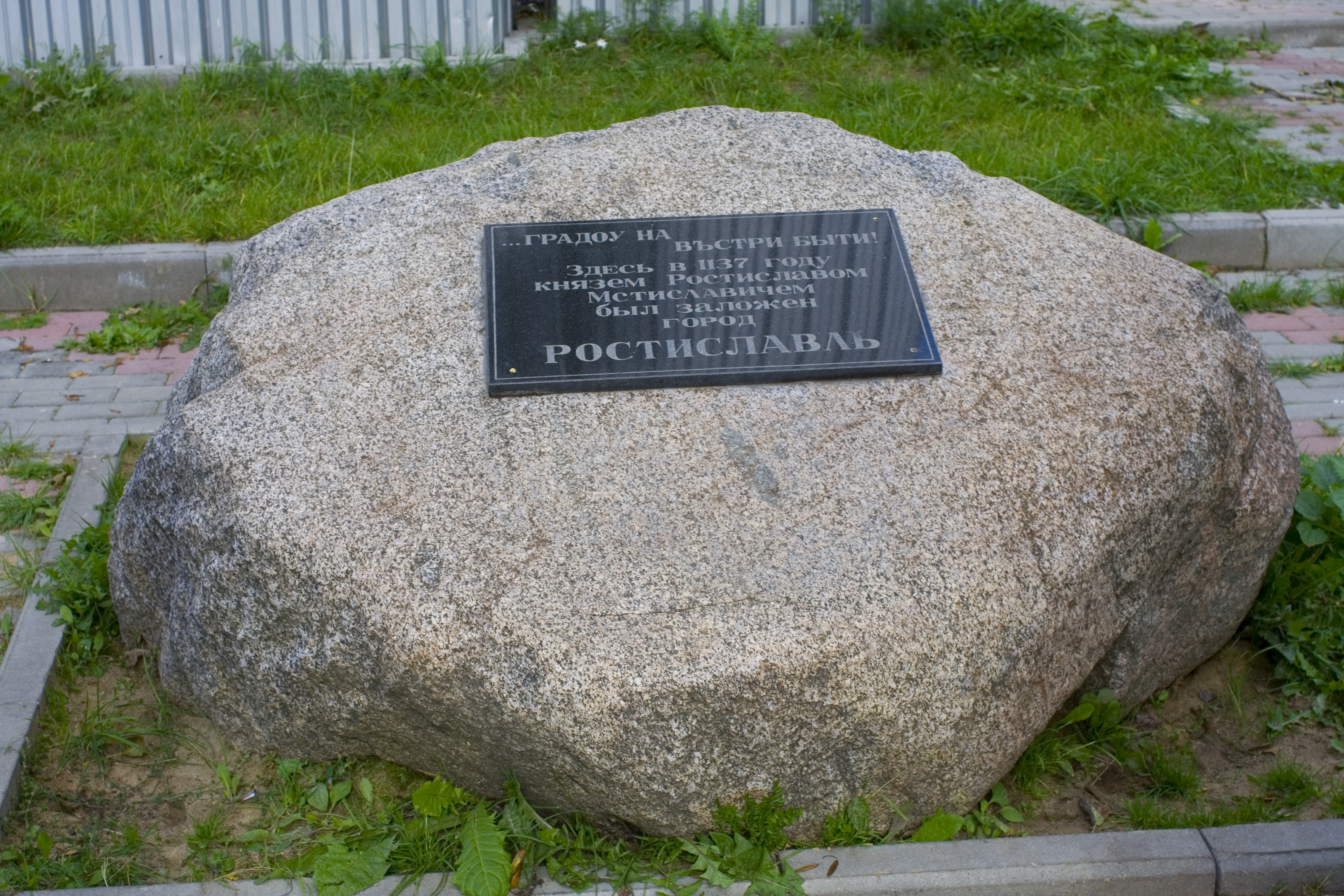
Pierre commémorant la fondation de la ville.
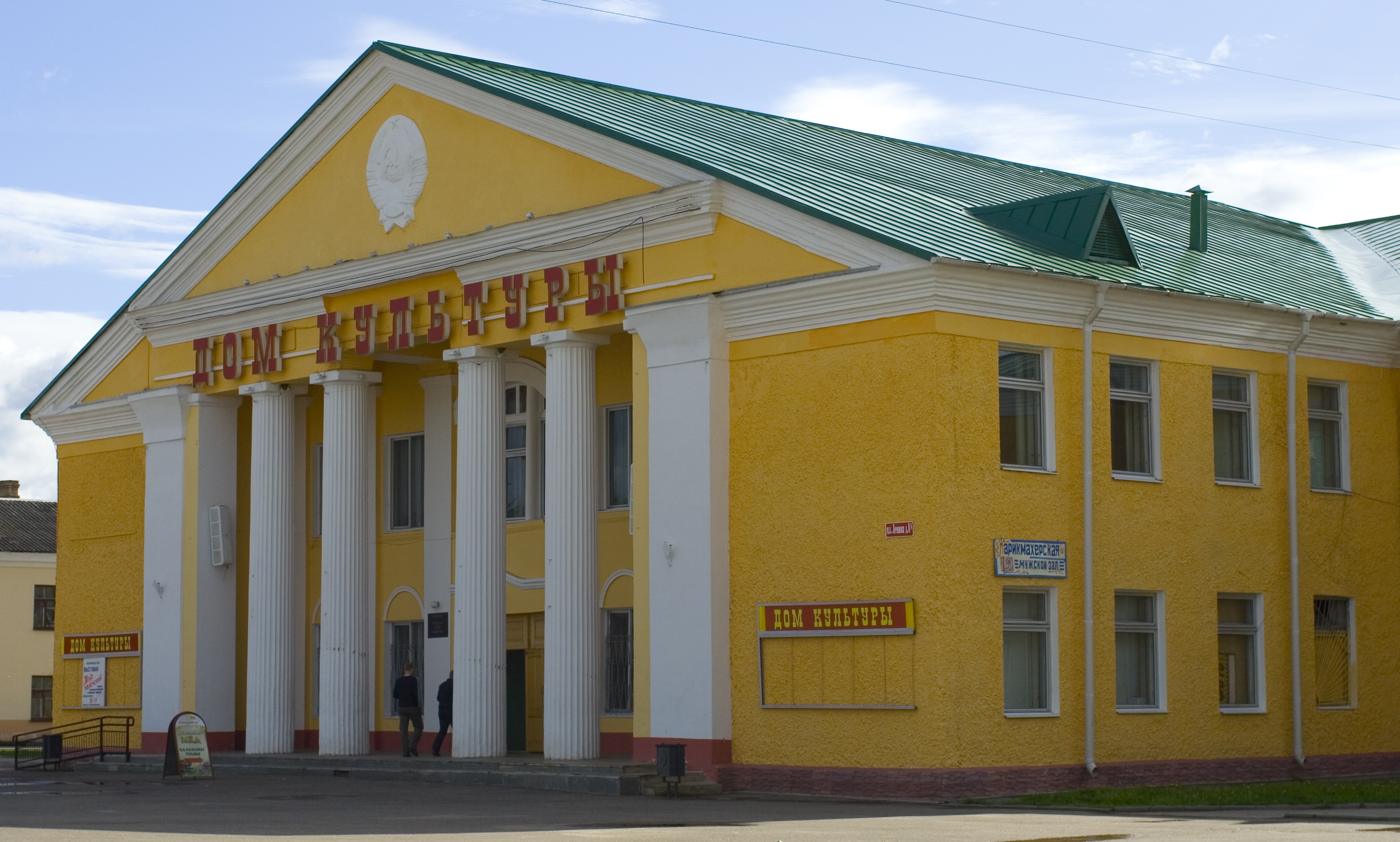
Maison municipale de la culture.
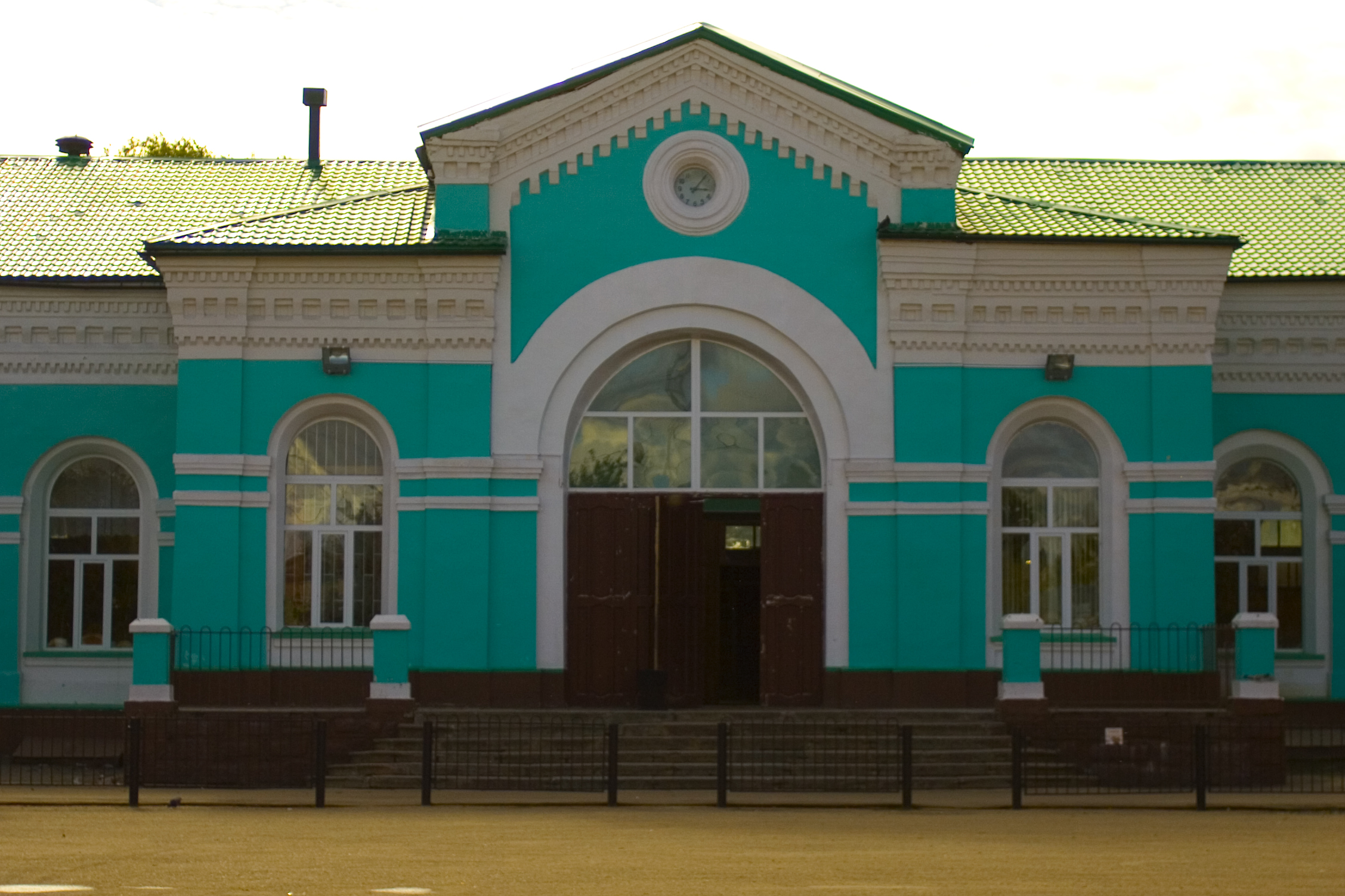
Gare ferroviaire de Roslavl.

## Histoire
La ville est fondée par le prince de Smolensk Rostislav Mstislavitch en 1137. Elle tombe sous la domination lituanienne en 1408. Elle est finalement cédée à la Russie en 1667. Elle reçut le statut de ville en 1755.

## Population
Recensements (*) ou estimations de la population
| 1856  | 1897*  | 1913   | 1926*  | 1931   |
| ----- | ------ | ------ | ------ | ------ |
| 6 300 | 17 776 | 30 100 | 25 494 | 28 400 |

| 1939*  | 1959*  | 1970*  | 1979*  | 1989*  |
| ------ | ------ | ------ | ------ | ------ |
| 41 480 | 37 433 | 48 516 | 56 046 | 60 470 |

| 2002*  | 2010*  | 2012   | 2013   | 2014   |
| ------ | ------ | ------ | ------ | ------ |
| 57 701 | 54 900 | 53 909 | 53 025 | 52 070 |

## Économie
Roslavl est une ville commerciale et un carrefour ferroviaire et routier.

## Climat
| Mois                     | jan. | fév. | mars | avril | mai  | juin | jui. | août | sep. | oct. | nov. | déc. | année |
| ------------------------ | ---- | ---- | ---- | ----- | ---- | ---- | ---- | ---- | ---- | ---- | ---- | ---- | ----- |
| Température moyenne (°C) | −6   | −6,4 | −1,5 | 6,8   | 12,8 | 16,1 | 18,1 | 16,7 | 11,3 | 5,6  | −1,1 | −5,1 | 5,7   |
| Humidité relative (%)    | 85,6 | 81,7 | 75   | 68,2  | 66,7 | 73,9 | 75,3 | 76,1 | 80,2 | 82,5 | 87,3 | 87,5 | 78,3  |

## Personnalités
- Natalia Akhmarova, danseuse.

Deux sculpteurs russes sont originaires de la ville :
- Sergueï Konionkov
- Mikhaïl Mikechine.